# Eiskunstlauf-Weltmeisterschaften 1927
Die 25. Eiskunstlauf-Weltmeisterschaften 1927 fanden für die Herrenkonkurrenz am 5. und 6. Februar 1927 in Davos (Schweiz), für die Damenkonkurrenz am 19. und 20. Februar 1927 in Oslo (Norwegen) und für die Paarkonkurrenz am 22. und 23. Februar 1927 in Wien (Österreich) statt.
Sonja Henie gewann ihren ersten von zehn Weltmeistertiteln in Folge. Nach den Pflichtfiguren hatte noch Herma Szabó deutlich geführt, unterlag der Norwegerin aber am Ende durch die Mehrheit der norwegischen Punktrichter. Drei der insgesamt fünf Punktrichter kamen aus Norwegen, einer aus Deutschland und einer aus Österreich. Die drei Norweger setzten Henie auf den ersten Platz, die beiden anderen Punktrichter Szabó; genauso verfuhren sie mit Henies Landsfrau Karen Simensen, die so vor Ellen Brockhöft Bronze gewann. Diese Niederlage desillusionierte Herma Szabó so sehr, dass sie prompt ihre Karriere beendete.

## Ergebnisse

### Herren
| Platz | Sportler         | Land                   |
| ----- | ---------------- | ---------------------- |
| 1     | Willy Böckl      | Österreich             |
| 2     | Otto Preissecker | Österreich             |
| 3     | Karl Schäfer     | Österreich             |
| 4     | Georges Gautschi | Schweiz                |
| 5     | John Page        | Vereinigtes Königreich |
| 6     | Ludwig Wrede     | Österreich             |
| 7     | Herbert Haertel  | Deutsches Reich        |
| 8     | Jean Henrion     | Frankreich             |

Punktrichter waren:
- Kurt Dannenberg  Deutsches Reich
- Eduard Engelmann  Österreich
- Josef Fellner  Österreich
- Fritz Kachler  Österreich
- J. G. Künzli  Schweiz
- T. D. Richardson  Vereinigtes Königreich
- Artur Vieregg  Deutsches Reich

### Damen
| Platz | Sportlerin      | Land            |
| ----- | --------------- | --------------- |
| 1     | Sonja Henie     | Norwegen        |
| 2     | Herma Szabó     | Österreich      |
| 3     | Karen Simensen  | Norwegen        |
| 4     | Ellen Brockhöft | Deutsches Reich |

Punktrichter waren:
- Arne Christiansen  Norwegen
- O. R. Kolderup  Norwegen
- Knut Oeren Meinich  Norwegen
- Walter Müller  Österreich
- Artur Vieregg  Deutsches Reich

### Paare
| Platz | Sportler                      | Land             |
| ----- | ----------------------------- | ---------------- |
| 1     | Herma Szabó / Ludwig Wrede    | Österreich       |
| 2     | Lilly Scholz / Otto Kaiser    | Österreich       |
| 3     | Else Hoppe / Oscar Hoppe      | Tschechoslowakei |
| 4     | Hansi Eissert / Georg Pamperl | Österreich       |

Punktrichter waren:
- Walter Jakobsson  Finnland
- Otto Maly  Tschechoslowakei
- Walter Müller  Österreich
- Max Rendschmidt  Deutsches Reich
- K. Scheibner  Österreich

## Medaillenspiegel
| Platz | Land             | Gold | Silber | Bronze | Gesamt |
| ----- | ---------------- | ---- | ------ | ------ | ------ |
| 1     | Österreich       | 2    | 3      | 1      | 6      |
| 2     | Norwegen         | 1    | –      | 1      | 2      |
| 3     | Tschechoslowakei | –    | –      | 1      | 1      |